# Raaba-Grambach
Raaba-Grambach est une commune dans le district de Graz-Umgebung en Styrie, en Autriche depuis 2015. Elle a été créée dans le cadre de la réforme des communes de Styrie fin 2014, dissolvant les communes Raaba et Grambach. Une plainte des deux communautés contre la fusion a été déposée à la Cour constitutionnelle mais a échoué.